# Souihla
Souihla (en àrab سويهلة, Swīhla; en amazic ⵙⵡⵉⵀⵍⴰ) és una comuna rural de la prefectura de Marràqueix, a la regió de Marràqueix-Safi, al Marroc. Segons el cens de 2014 tenia una població total de 28.164 persones.